# Olovno staklo
Olovno staklo, obično zvano kristal, vrsta je stakla u kojem olovo zamjenjuje sadržaj kalcija u tipičnom kalijevom staklu.  Olovno staklo obično sadrži 18-40% (po masi) olovnog (II) oksida (PbO), dok moderni olovni kristal, povijesno poznat i kao kremeno staklo zbog izvornog izvora silicijevog dioksida, sadrži najmanje 24% PbO.Olovno staklo često je rabljeno za različite namjene zbog svoje prozirnosti.  U marketinškom smislu često se naziva kristalno staklo .
Izraz olovni kristal, tehnički, nije točan izraz za opisivanje olovnog stakla, jer staklo nema kristalnu strukturu i umjesto toga je amorfna krutina. Upotreba izraza olovni kristal ostaje popularna iz povijesnih i komercijalnih razloga, a ponekad jednostavno kristal jer se "olovo" čini otrovnim za potrošače. Zadržana je od venecijanske riječi cristallo za opis gorskog kristala ( kvarc ) koji oponašaju proizvođači stakla iz Murana. Ova konvencija imenovanja održala se do danas za opisivanje ukrasnog posuđa. 
Stakleno posuđe od olovnog kristala prije se koristilo za spremanje i posluživanje pića, ali zbog zdravstvenih rizika olova to je postalo rijetkost. Jedan alternativni materijal je moderno kristalno staklo, u kojem se umjesto olovnog oksida koriste barijev oksid, cinkov oksid ili kalijev oksid .
U Europskoj uniji označavanje "kristalnih" proizvoda regulirano je Direktivom Vijeća 69/493/EEC, koja definira četiri kategorije, ovisno o kemijskom sastavu i svojstvima materijaltakaa. Samo proizvodi od stakla koji sadrže najmanje 24% olovnog oksida mogu se nazvati "olovnim kristalom". Proizvodi s manje olovnog oksida ili stakleni proizvodi s drugim metalnim oksidima koji se koriste umjesto olovnog oksida moraju biti označeni kao "kristalno" ili "kristalno staklo". 
Svojstva 
Dodavanje olovnog oksida staklu povećava njegov indeks loma i snižava radnu temperaturu i viskoznost. Atraktivna optička svojstva olovnog stakla rezultat su visokog sadržaja teškog metala olova. Visoki atomski broj olova također povećava gustoću materijala, budući da olovo ima vrlo visoku atomsku masu od 207,2, nasuprot 40,08 za kalcij. Gustoća soda stakla je 2,4 g / cm 3 (1,4 oz/cu in) ili niža, dok tipično olovno kristalno staklo ima gustoću od oko 3,1 g/cm 3 (1,8 oz/cu in), a staklo s visokim udjelom olova može biti više 4,0 g/cm 3 (2,3 oz/cu in) ili čak do 5,9 g/cm 3 (3,4 oz/cu in). [1]
Sjaj olovnog kristala oslanja se na visok indeks loma uzrokovan sadržajem olova. Obično staklo ima lomnost ( n ) od 1,5, dok dodatak olova proizvodi raspon do 1,7 [1] ili 1,8. [6] Ovaj povećani indeks loma također je u korelaciji s povećanom disperzijom, koja mjeri stupanj do kojeg medij razdvaja svjetlost na njene sastavne valne duljine, stvarajući tako spektar, baš kao što to čini prizma. Tehnike rezanja kristala iskorištavaju ta svojstva za stvaranje briljantnog, svjetlucavog efekta jer svaka rezna faseta u brušenom staklu reflektira i propušta svjetlost kroz predmet. Visoki indeks loma je koristan za izradu leća, budući da se određena žarišna duljina može postići s tanjom lećom. Međutim, disperziju moraju ispraviti druge komponente sustava leća ako želi biti akromatična .
Dodavanje olovnog oksida kalijevom staklu također smanjuje njegovu viskoznost, čineći ga fluidnijim od običnog soda stakla iznad temperature omekšavanja (oko 600 °C ili 1112 °F), s radnom točkom od 800 °C (1470 °F). Viskoznost stakla radikalno varira s temperaturom, ali viskoznost olovnog stakla je otprilike dva reda veličine niža od viskoznosti običnih soda stakala u rasponu radnih temperatura (do 1100 °C ili 2010 °F). [7] Iz perspektive staklara, to rezultira s dva praktična razvoja. Prvo, olovno staklo se može obrađivati na nižim temperaturama, što dovodi do njegove upotrebe u emajliranju, i drugo, prozirne posude mogu se izraditi bez zarobljenih mjehurića zraka s manje poteškoća nego obična stakla, što omogućuje proizvodnju savršeno čistih, besprijekornih predmeta.
Pri kucanju olovni kristal zvoni, za razliku od običnih čaša. Potrošači se još uvijek oslanjaju na ovo svojstvo kako bi ga razlikovali od jeftinijih vrsta. Budući da su ioni kalija čvršće vezani u matrici olovo-silikata nego u natrij kalcijevom staklu, ono apsorbira više energije pri udaru. To uzrokuje osciliranje olovnog kristala, proizvodeći karakterističan zvuk.  Olovo također povećava topljivost kositra, bakra i antimona, što dovodi do njegove upotrebe u obojenim emajlima i glazurama ( danas je većinom zamijenjeno bezolovnim pripravcima). Niska viskoznost taline olovnog stakla je razlog tipično visokog sadržaja olovnog oksida u staklenim lemovima .
Prisutnost olova koristi se u staklima koja apsorbiraju gama zračenje i X-zrake, koristi se u zaštiti od zračenja kao oblik zaštite od olova (npr. u katodnim cijevima, čime se smanjuje izloženost promatrača mekim X-zrakama). U fizici čestica, kombinacija niske duljine zračenja koja je posljedica velike gustoće i prisutnosti teških jezgri s visokim indeksom loma što dovodi do izraženog Čerenkovljevog zračenja i zadržavanja Čerenkovljeve svjetlosti potpunom unutarnjom refleksijom čini olovno staklo jednim od istaknutih alati za detekciju fotona pomoću elektromagnetskih tuševa .
Veliki ionski radijus iona Pb 2+ čini ga vrlo nepokretnim u matrici i sprječava kretanje drugih iona; olovna stakla stoga imaju visoku električnu otpornost, oko dva reda veličine veću od natrij kalcijevog stakla (10 8,5 vs 10 6,5 ohm·cm, DC na 250 °C ili 482 °F).  Staklo koje sadrži olovo često se koristi u rasvjetnim tijelima .

## Povijest
Olovo se može unijeti u staklo ili kao sastojak primarne taline ili dodati prethodno oblikovanom staklu ili friti bez olova. Olovni oksid koji se koristi u olovnom staklu mogao se dobiti iz raznih izvora. U Europi je bio široko dostupan galenit, olovni sulfid, koji se mogao taliti da bi se dobilo metalno olovo. Metalni olovo bi se kalcinirao da bi se dobio olovni oksid prženjem i struganjem kamenca. U srednjem vijeku olovni metal mogao se dobiti recikliranjem iz napuštenih rimskih nalazišta i vodovoda, čak i s crkvenih krovova. Metalno olovo bilo je potrebno za kupelaciju srebra, a dobiveni kamenac mogli su izravno koristiti proizvođači stakla. Olovo se također koristilo za keramičke olovne glazure. Ova materijalna međuovisnost ukazuje na blizak radni odnos između lončara, staklara i metalaca. 
Stakla sa sadržajem olovnog oksida prvi put su se pojavila u Mezopotamiji, rodnom mjestu industrije stakla.  Najraniji poznati primjer je plavi stakleni fragment iz Nippura datiran u 1400. pr. Kr. koji sadrži 3,66% PbO. Staklo se spominje na glinenim pločicama iz vremena vladavine Asurbanipala (668. – 631. pr. Kr.), a recept za olovnu glazuru pojavljuje se na babilonskoj pločici iz 1700. pr. [10] Kolač od crvenog pečatnog voska pronađen u Spaljenoj palači u Nimrudu, iz ranog 6. stoljeća prije Krista, sadrži 10% PbO. Ove niske vrijednosti upućuju na to da olovni oksid možda nije svjesno dodan i da se sigurno nije koristio kao primarni agens za fluksiranje u starim staklima.
Olovno staklo također se pojavljuje u Kini iz razdoblja Han (206. pr. Kr. – 220. AD). Ondje je lijevan da imitira žad, kako za ritualne predmete poput velikih i malih figura, tako i za nakit i ograničeni raspon posuda. Budući da se staklo prvi put pojavljuje tako kasno u Kini, smatra se da su tehnologiju putem Puta svile donijeli staklari s Bliskog istoka.  Temeljna razlika u sastavu između zapadnog silika- natronskog stakla i jedinstvenog kineskog olovnog stakla, međutim, može ukazivati na autonoman razvoj.
U srednjovjekovnoj i ranoj novovjekovnoj Europi, olovno se staklo koristilo kao baza u staklima u boji, posebno u mozaičkim teserama, emajlima, slikanju vitraja i u bižuteriji, gdje se koristilo za imitaciju dragog kamenja. Preživjelo je nekoliko tekstualnih izvora koji opisuju olovno staklo. U kasnom 11. i ranom 12. stoljeću, Schedula Diversarum Artium ( Popis raznih zanata ), autor poznat kao " Theophilus Presbyter ", opisuje njegovu upotrebu kao imitacije dragog kamena, a naslov izgubljenog poglavlja djela spominje upotrebu olova u stakla. Pseudonim "Heraclius" iz 12. i 13. stoljeća detaljno opisuje proizvodnju olovnog emajla i njegovu upotrebu za oslikavanje prozora u svom djelu De coloribus et artibus Romanorum ( O bojama i zanatima Rimljana ). Ovo se odnosi na olovno staklo kao na "židovsko staklo", što možda ukazuje na njegov prijenos u Europu.  Rukopis sačuvan u Biblioteci Marciana u Veneciji opisuje upotrebu olovnog oksida u caklinama i uključuje recepte za kalciniranje olova da se dobije oksid. Olovno staklo bilo je idealno za emajliranje posuda i prozora zbog niže radne temperature od šumskog stakla tijela.
Antonio Neri posvetio je četvrtu knjigu svoje L'Arte Vetraria ("Umjetnost izrade stakla", 1612.) olovnom staklu. U ovoj prvoj sustavnoj raspravi o staklu, on ponovno govori o upotrebi olovnog stakla u emajlima, staklenom posuđu i za imitaciju dragog kamenja. Christopher Merrett preveo je ovo na engleski 1662. ( The Art of Glass ), utirući put proizvodnji engleskog olovnog kristalnog stakla od strane Georgea Ravenscrofta.
George Ravenscroft (1618. – 1681.) prvi je proizvodio stakleno posuđe od prozirnog olovnog kristala u industrijskim razmjerima. Sin trgovca s bliskim vezama s Venecijom, Ravenscroft je imao kulturne i financijske resurse potrebne za revoluciju u trgovini staklom, postavljajući osnovu na kojoj je Engleska preuzela Veneciju i Bohemiju kao središte industrije stakla u osamnaestom i devetnaestom stoljeću. Uz pomoć venecijanskih proizvođača stakla, posebno da Costa, i pod pokroviteljstvom Worshipful Company of Glass Sellers iz Londona, Ravenscroft je tražio alternativu venecijanskom kristalu. Njegova upotreba kremena kao izvora silicijevog dioksida dovela je do izraza kremeno staklo za opisivanje ovih kristalnih stakala, unatoč njegovom kasnijem prelasku na pijesak. [2] U početku su njegove naočale bile sklone škripanju, stvarajući mrežu malih pukotina koje su uništavale njihovu prozirnost, što je na kraju prevladano zamjenom dijela potašnog fluksa olovnim oksidom do taline, do 30%. Prskanje je rezultat razaranja staklene mreže viškom lužina, a može biti uzrokovano prekomjernom vlagom kao i inherentnim nedostacima u sastavu stakla.  Dobio je zaštitni patent 1673. godine, gdje se proizvodnja preselila iz staklane u četvrti Savoy u Londonu u osamu Henley-on-Thames. [Godine 1676., nakon što je očito prevladao problem prskanja, Ravenscroftu je odobreno korištenje pečata gavranove glave kao jamstva kvalitete. Godine 1681., u godini njegove smrti, patent je istekao i poslovanje se brzo razvilo među nekoliko tvrtki, gdje je do 1696. dvadeset sedam od osamdeset osam staklana u Engleskoj, posebno u Londonu i Bristolu, proizvodilo silikatno staklo koje je sadržavalo 30-35% PbO. 
U tom se razdoblju staklo prodavalo na težinu, a tipični su oblici bili prilično teški i čvrsti s minimalnim ukrasima. Međutim, bilo je toliko uspješno na međunarodnom tržištu da je 1746. britanska vlada uvela unosan porez na težinu. Umjesto da drastično smanje sadržaj olova u svom staklu, proizvođači su odgovorili stvaranjem visoko ukrašenih, manjih, delikatnijih oblika, često sa šupljim drškama, danas poznatih kolekcionarima kao Excise glasses.  Godine 1780. vlada je Irskoj odobrila slobodnu trgovinu staklom bez oporezivanja. Engleska radna snaga i kapital zatim su se preselili u Dublin i Belfast, a nove staklane specijalizirane za rezano staklo postavljene su u Corku i Waterfordu. Godine 1825. porez je obnovljen, a industrija je postupno opadala sve do sredine devetnaestog stoljeća, kada je porez konačno ukinut. 
Od 18. stoljeća englesko olovno staklo postalo je popularno u cijeloj Europi i idealno je odgovaralo novom ukusu za ukrašavanje stakla u obliku kotačića koji je usavršen na kontinentu zahvaljujući svojim relativno mekim svojstvima. U Nizozemskoj su lokalni majstori graviranja poput Davida Wolffa i Fransa Greenwooda šarali uvezeno englesko stakleno posuđe, stil koji je ostao popularan kroz osamnaesto stoljeće. [4] Bila je tolika popularnost u Nizozemskoj da je tamo započela prva kontinentalna proizvodnja olovnog kristalnog stakla, vjerojatno kao rezultat uvezenih engleskih radnika. [ Imitacija olovnog kristala à la façon d'Angleterre predstavljala je tehničke poteškoće, budući da su najbolji rezultati postignuti s prekrivenim posudama u peći na ugljen, što je posebno engleski proces koji zahtijeva specijalizirane stožaste peći.  Krajem osamnaestog stoljeća staklo od olovnog kristala počelo se proizvoditi u Francuskoj, Mađarskoj, Njemačkoj i Norveškoj.  Do 1800. irski olovni kristal nadmašio je kLCIJ-kalijevO STAKLO na kontinentu, a tradicionalni staklarski centri u Češkoj počeli su se fokusirati na staklo u boji umjesto da se izravno natječu.
Razvoj olovnog stakla nastavio se kroz dvadeseto stoljeće, kada su 1932. znanstvenici iz Corning Glassworks, država New York, razvili novo olovno staklo visoke optičke čistoće. To je postalo fokus Steuben Glass Worksa, odjela Corninga, koji je proizvodio ukrasne vaze, zdjele i čaše u Art Deco stilu. Olovni kristal nastavlja se koristiti u industrijskim i dekorativnim primjenama.

## Glazure na bazi olova
Svojstva fluksiranja i loma cijenjena za olovno staklo također ga čine privlačnim kao lončarska ili keramička glazura. Glazure od olova prvi put se pojavljuju u rimskoj robi od prvog stoljeća prije Krista do prvog stoljeća nove ere, a pojavljuju se gotovo istovremeno u Kini. Imali su vrlo visok sadržaj olova, 45–60% PbO, s vrlo niskim sadržajem alkalija, manjim od 2%. [13] Od rimskog razdoblja, ostali su popularni kroz bizantsko i islamsko razdoblje na Bliskom istoku, na keramičkim posudama i pločicama diljem srednjovjekovne Europe, pa sve do danas. U Kini su se slične glazure koristile od dvanaestog stoljeća za obojene emajle na keramici, a na porculanu od četrnaestog stoljeća. Oni se mogu primijeniti na tri različita načina. Olovo se može dodati izravno u keramičko tijelo u obliku olovnog spoja u suspenziji, bilo iz galenita (PbS), crvenog olova (Pb 3 O 4 ), bijelog olova (2PbCO 3 ·Pb(OH) 2 ) ili olova oksid (PbO). Druga metoda uključuje miješanje spoja olova sa silicijevim dioksidom, koji se zatim stavlja u suspenziju i izravno primjenjuje. Treća metoda uključuje prženje olovnog spoja sa silicijevim dioksidom, usitnjavanje smjese u prah te njezino suspendiranje i nanošenje. [13] Metoda korištena na određenoj posudi može se zaključiti mikroskopskom analizom sloja interakcije između glazure i keramičkog tijela.
Glazure zamućene kositrom pojavljuju se u Iraku u osmom stoljeću nove ere. Izvorno sadrži 1–2% PbO; do jedanaestog stoljeća razvile su se glazure s visokim udjelom olova, koje su obično sadržavale 20-40% PbO i 5-12% lužine. Korišteni su u cijeloj Europi i na Bliskom istoku, posebno u iznik posuđu, a koriste se i danas. Glazure s još većim sadržajem olova pojavljuju se u španjolskoj i talijanskoj majolici, s do 55% PbO i samo 3% lužine. [13] Dodavanje olova u talinu omogućuje stvaranje kositrenog oksida lakše nego u alkalnoj glazuri: kositreni oksid se taloži u kristale u glazuri dok se hladi, stvarajući njenu neprozirnost.
Upotreba olovne glazure ima nekoliko prednosti u odnosu na alkalne glazure uz njihovu veću optičku lomnost. Spojevi olova u suspenziji mogu se dodati izravno u keramičko tijelo. Alkalne glazure prvo se moraju pomiješati sa silicijevim dioksidom i fritirati prije upotrebe, budući da su topljive u vodi, što zahtijeva dodatni rad. Uspješna glazura ne smije puzati ili se odlijepiti od površine keramike nakon hlađenja, ostavljajući područja neglazirane keramike. Olovo smanjuje ovaj rizik smanjenjem površinske napetosti glazure. Ne smije lupiti, stvarajući mrežu pukotina, nastalih kada se termička kontrakcija glazure i keramičkog tijela ne podudara pravilno. U idealnom slučaju, kontrakcija glazure trebala bi biti 5–15% manja od kontrakcije tijela, budući da su glazure jače pod pritiskom nego pod pritiskom. Glazura s visokim udjelom olova ima linearni koeficijent širenja između 5 i 7×10 −6 /°C, u usporedbi s 9 do 10×10 −6 /°C za alkalne glazure. One kod keramike od gline variraju između 3 i 5×10 −6 /°C za nevapnenačka tijela i 5 do 7×10 −6 /°C za vapnenačke gline ili one koje sadrže 15–25% CaO. [13] Stoga se toplinska kontrakcija olovne glazure više podudara s onom keramike nego alkalne glazure, čineći je manje sklonom pucanju. Glazura bi također trebala imati dovoljno nisku viskoznost da spriječi stvaranje rupica jer zarobljeni plinovi izlaze tijekom pečenja, obično između 900 i 1100 °C, ali ne toliko nisku da otječe. Relativno niska viskoznost olovne glazure ublažava ovaj problem. Možda je također bila jeftinija za proizvodnju od alkalnih glazura. [13] Olovno staklo i glazure imaju dugu i složenu povijest i nastavljaju igrati nove uloge u industriji i tehnologiji danas.

## Olovni kristal
Olovni oksid dodan rastaljenom staklu daje olovnom kristalu puno veći indeks loma od normalnog stakla, a posljedično i mnogo veći "sjaj" povećanjem zrcalne refleksije i raspona kutova potpune unutarnje refleksije. Obično staklo ima indeks loma n = 1,5; dodavanjem olova dobiva se indeks loma do 1,7.  Ovaj viši indeks loma također povećava koreliranu disperziju, stupanj do kojeg staklo razdvaja svjetlost u njezine boje, kao u prizmi. Povećanje indeksa loma i disperzije značajno povećava količinu reflektirane svjetlosti, a time i "vatru" u staklu.
U rezanom staklu, koje je ručno ili strojno rezano s fasetama, prisutnost olova također čini staklo mekšim i lakšim za rezanje. Kristal se može sastojati od do 35% olova, u tom trenutku ima najviše svjetlucanja. 

## Sigurnost
Ne postoji sigurna razina unosa olova.  WHO je službeno povukao svoje prethodne sigurne razine 2011. nakon pregleda dostupnih istraživanja. Studije o sigurnosti olova i migraciji olova iz olovnog stakla u hranu od prije 2011. često će navoditi podnošljive razine unosa olova (PTWI ili privremeni podnošljivi dnevni unos) veće od nule.  Te su razine unosa zastarjele i ne smiju se smatrati zdravstvenim savjetom.
Nekoliko je studija pokazalo da skladištenje hrane ili pića u olovnom staklenom posuđu može uzrokovati ispiranje olova u sadržaj. Količina oslobođenog olova povećava se s kiselošću tvari koja se skladišti. Dokazano je da ocat uzrokuje brže ispiranje u usporedbi s bijelim vinom, jer je ocat kiseliji. Sokovi citrusa i druga kisela pića ispiru olovo iz kristala jednako učinkovito kao i alkoholna pića. 
Količina olova koja se ispušta u hranu ili piće povećava se s vremenom u kojem se posuda koristi za skladištenje. U studiji provedenoj na Državnom sveučilištu Sjeverne Karoline, količina migracije olova izmjerena je za vino porto pohranjeno u posudama od olovnog kristala.  Nakon dva dana, razine olova bile su 89 µg/L (mikrograma po litri). Nakon četiri mjeseca, razine olova bile su između 2000 i 5000 µg/L. Bijelo vino udvostručilo je sadržaj olova unutar sat vremena nakon skladištenja, a utrostručilo ga je unutar četiri sata. Neke rakije pohranjene u olovnom kristalu više od pet godina imale su razine olova oko 20 000 µg/L. 
Ispiranje olova smanjuje se ponovljenom uporabom dekantera. Ovo otkriće je "u skladu s teorijom kemije keramike, koja predviđa da je ispiranje olova iz kristala eksponencijalno samoograničavajuće kao funkcija povećanja udaljenosti od sučelja kristal-tekućina."  Utvrđeno je da dnevna uporaba olovnog kristalnog posuđa (bez dužeg skladištenja) dodaje do 14,5 μg olova iz ispijanja napitka od 350 ml cole. 
Pretpostavlja se da je povijesna povezanost gihta s višim klasama u Europi i Americi djelomično uzrokovana njihovom opsežnom upotrebom posuda od olovnog kristala za pohranjivanje vina i viskija.  Statistički dokazi koji povezuju giht s trovanjem olovom poznati su.